# Made for Each Other
Made for Each Other é um filme estadunidense de 1939, do gênero comédia romântica, dirigido por John Cromwell, produzido por David O. Selznick, e estralado por Carole Lombard, James Stewart, e Charles Coburn. Lombard e Stewart representam um casal que se casa um dia após se conhecerem.

## Sinopse
John Mason (James Stewart) é um jovem advogado, um tanto tímido, na cidade de Nova Iorque. Ele tem feito bem o seu trabalho, e tem a chance de se tornar sócio em seu escritório de advocacia, especialmente se se casar com Eunice (Ruth Weston), a filha de seu chefe, o juiz Doolittle. No entanto, John conhece Jane (Carole Lombard) durante uma viagem de negócios, e eles se apaixonam e se casam imediatamente. Eventualmente Eunice se casa com outro advogado da firma, Carter (Donald Briggs). A mãe de John (Lucile Watson) fica desapontada com sua escolha, e um importante julgamento obriga-o a cancelar a lua de mel. Ele ganha o caso, mas agora o juiz Doolittle já escolheu o colega puxa saco de John, Carter, como o novo sócio.
Jane incentiva John a exigir um aumento e uma promoção, mas com as finanças apertadas por causa da Depressão, Doolittle exige que todos os empregados aceitem cortes salariais. Depois de Jane ter um bebê, John fica desencorajado por suas contas não pagas e pela tensão entre Jane e sua mãe, que vive com eles em seu pequeno apartamento.
Na véspera do Ano Novo, 1938-1939, o bebê é levado às pressas para o hospital com pneumonia. O bebê vai morrer dentro de poucas horas a menos que um soro de Salt Lake City seja entregue de avião vindo. Doolittle concorda em fornecer financiamento para a entrega do soro, mas com uma grande tempestade, e com uma esposa e filhos a considerar, o piloto recusa-se a voar. John implora por telefone, e um amigo solteiro do piloto assume o cargo. O novo piloto quase bate nas montanhas, e o motor do avião pega fogo não muito longe de Nova York. O piloto também acaba ferido e inconsciente depois de saltar do avião de pára-quedas, mas ele rasteja até uma fazenda nas proximidades. O fazendeiro vê o recipiente da caixa contendo o soro e telefona para o hospital, e o bebê é salvo. Alguns anos mais tarde, John é feito sócio do escritório de advocacia e seu filho acaba de falar suas primeiras palavras.

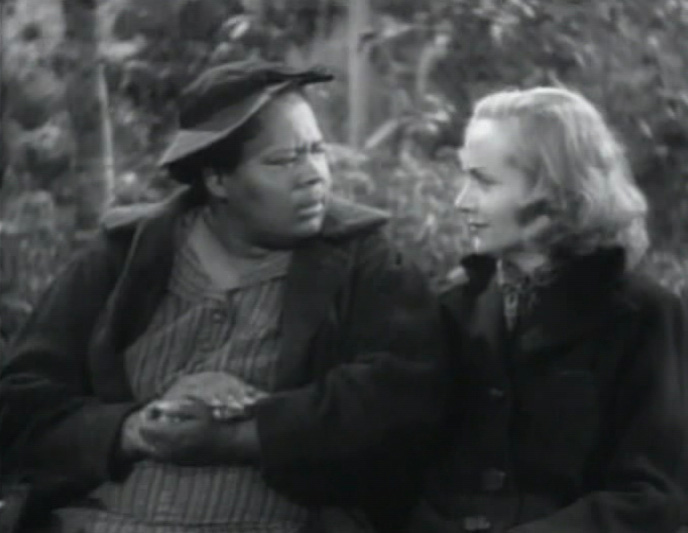

## Elenco
- Carole Lombard ...  Jane Mason
- James Stewart ...  John Horace 'Johnny' Mason
- Charles Coburn ...  Judge Joseph M. Doolittle
- Lucile Watson ...  Mrs. Harriet Mason
- Eddie Quillan ...  Conway
- Jack Mulhall ... Operador de rádio (não-creditado)

## Recepção
O filme perdeu US$ 292 mil nas bilheterias.